# Druivenkoers 1964
La Druivenkoers 1964, quarta edizione della corsa, si svolse il 2 settembre 1964 su un percorso di 168 km, con partenza ed arrivo a Overijse. Fu vinta dal belga Willy Van den Eynde della squadra Wiel's-Groene Leeuw davanti ai connazionali Robert Lelangue e Emiel Verheyden.

## Ordine d'arrivo (Top 10)
| Pos. | Corridore           | Squadra                  | Tempo    |
| ---- | ------------------- | ------------------------ | -------- |
| 1    | Willy Van den Eynde | Wiel's-Groene Leeuw      | 4h23'00" |
| 2    | Robert Lelangue     | Solo-Superia             | a 3'10"  |
| 3    | Emiel Verheyden     |                          | a 5'45"  |
| 4    | Jan Goots           |                          | s.t.     |
| 5    | Michel Jacquemin    |                          | a 6'45"  |
| 6    | Theo Mertens        | Peugeot-BP-Englebert     | a 7'10"  |
| 7    | Henri De Wolf       | Solo-Superia             | s.t.     |
| 8    | Robert Seneca       |                          | s.t.     |
| 9    | Willy Butzen        | Labo-Dr. Mann            | s.t.     |
| 10   | Carmine Preziosi    | Pelforth-Sauvage-Lejeune | s.t.     |